# Loretta Doyleová
Loretta Doyleová (provdaná Cusacková; * 12. července 1963 Ardrossan, Spojené království) je bývalá reprezentantka Spojeného království v judu.

## Sportovní kariéra
Její matka z ní chtěla mít modelku a královnu krásy. Od mládí tak objížděla různé soutěže krásy a konkurzy, ale víc jí přitahoval mužský kolektiv a tátova automechanická dílna. Sportovala: Plavala, běhala, hrála fotbal, kde svou tvrdou hrou upoutala pozornost judistických trenérů. V 9 letech začala navštěvovat judistický klub, v 17 se dostala do reprezentace vedené Royem Inmanem. Během několik sezon měla problém vejít se do své váhy, k tomu vážný vztah s norským judistou Arne Henriksenem a ke všemu jí začala konkurovat ambiciózní krajanka Sharon Rendleová. Místo reprezentační jedničky tak v polovině 80. let ztratila i přes své sportovní kvality. V roce 1992 s Rendleovou prohrála nominaci na olympijské hry v Barceloně a ukončila sportovní kariéru. Pracovala jako trenérka a v současné době[kdy?] se pohybuje v prostředí britského judistického svazu. Její hlas je dobře znám z online přenosů mezinárodních turnajů.

## Výsledky
| Turnaj             | 1980           | 1981           | 1982           | 1983           | 1984           | 1985           | 1986           | 1987           | 1988           | 1989           | 1990           | 1991           | 1992           |
| Turnaj             | 17             | 18             | 19             | 20             | 21             | 22             | 23             | 24             | 25             | 26             | 27             | 28             | 29             |
| Turnaj             | pololehká váha | pololehká váha | pololehká váha | pololehká váha | pololehká váha | pololehká váha | pololehká váha | pololehká váha | pololehká váha | pololehká váha | pololehká váha | pololehká váha | pololehká váha |
| ------------------ | -------------- | -------------- | -------------- | -------------- | -------------- | -------------- | -------------- | -------------- | -------------- | -------------- | -------------- | -------------- | -------------- |
| Mistrovství světa  | 3.             |                | 1.             |                | úč.            |                | —              | —              |                | —              |                | —              |                |
| Mistrovství Evropy | 3.             | 2.             | 2.             | 1.             | ?              | —              | 3.             | —              | ?              | úč.            | —              | 2.             | 1.             |